# ホンダ・シビックGX
シビックGX(CIVIC GX) は、本田技研工業がかつて製造・販売していたセダン型の天然ガス自動車である。6〜8代目までのシビックの天然ガス車にこの名称が付けられていた。なお、本項では名称変更後のシビックナチュラルガスについても解説する。

## 初代　(シリーズ通算6代目) EN1型
- 1998年6月に発表、全国のホンダプリモ店より発売された。
- 1999年2月に一部改良を実施。フロント・リアエンド及び内装センターパネルの意匠を変更し、エアコン操作部をダイヤル式に置き換えた。同時に天然ガス専用車として国内初の型式認定を取得した。
- 2001年1月に、シビックのフルモデルチェンジに伴い生産終了。

## 2代目　(シリーズ通算7代目) EN2型
- 2001年3月20日に全国プリモ店より発売。荷室容量を先代より大幅に拡大し、208Lに達している[1]。
- 2003年3月13日に一部改良を実施した。ハイグレードキーや全席ゲート式ヘッドレストなどの採用で、質感を高めている[2]。
- 2004年3月18日にマイナーチェンジモデルを発売。フロントマスクをシビックフェリオと同じく一新した。
- 2005年8月、シビックのフルモデルチェンジの際に生産終了。

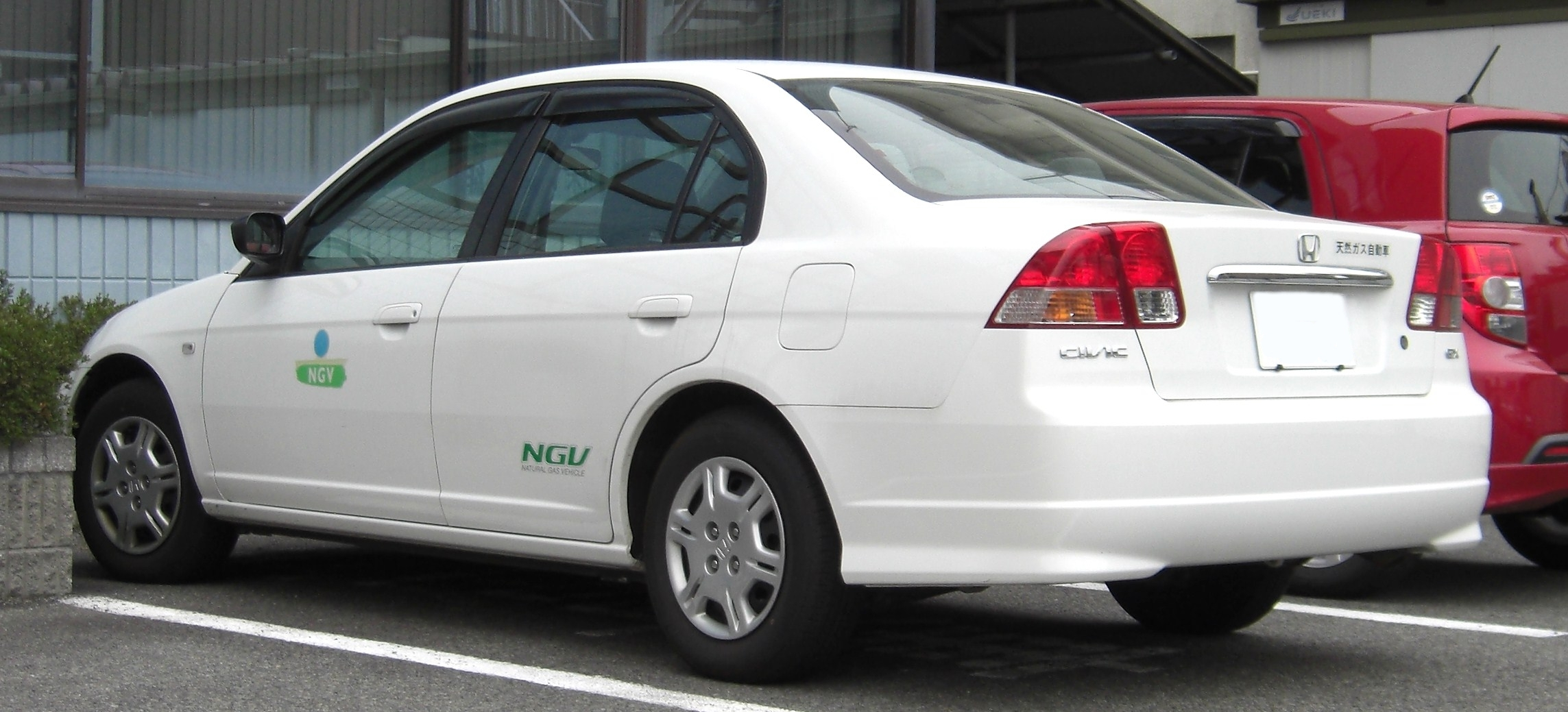
日本仕様 後期型 リア
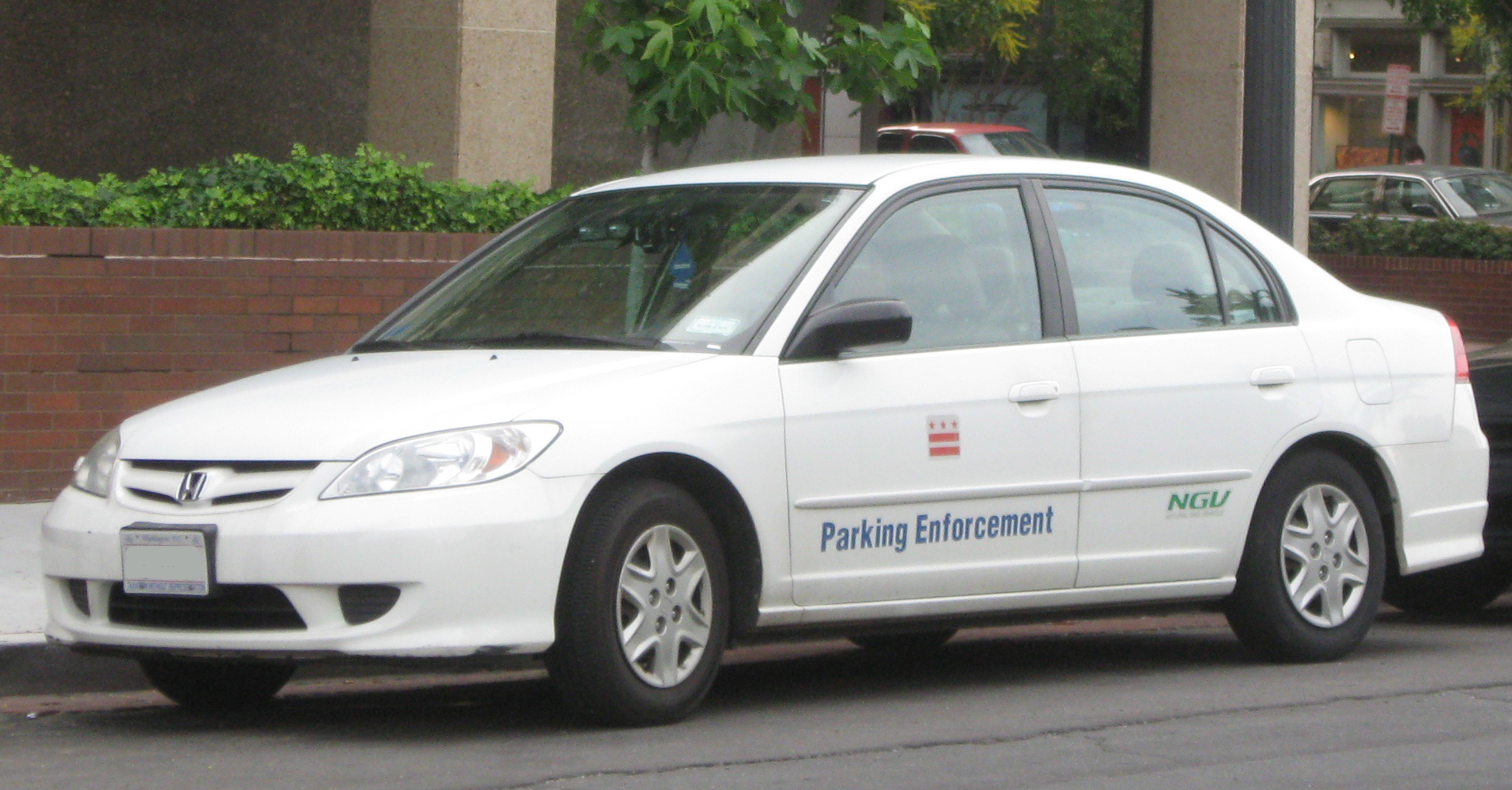
北米仕様 後期型

## 3代目　(シリーズ通算8代目)
3代目から海外専売モデルとなった。
- 2006年10月にアメリカ・ニューヨーク州で最初に発売。
- 2011年秋にはアメリカ合衆国のうち35州で小売販売が行われていたが、同年中に生産終了。

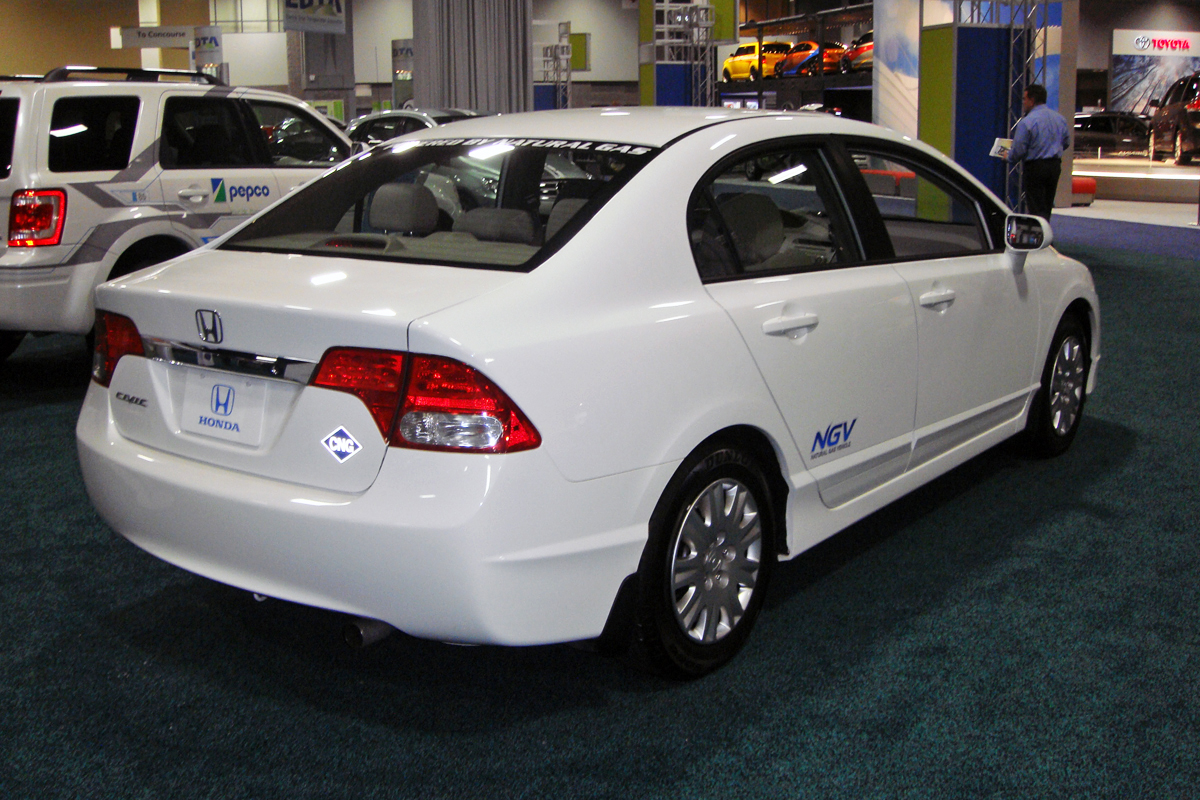
リア

## シビックナチュラルガス (シリーズ通算9代目)
シビックGXは2012年モデルから名称を変え、シビックナチュラルガスと名乗るようになった。
- 2011年10月18日に全米で発売。
- 2011年11月にはアメリカ「Green Car Journal」誌において「Green Car of the Year」に認定されている[3]。
- 2015年モデルをもって生産終了。

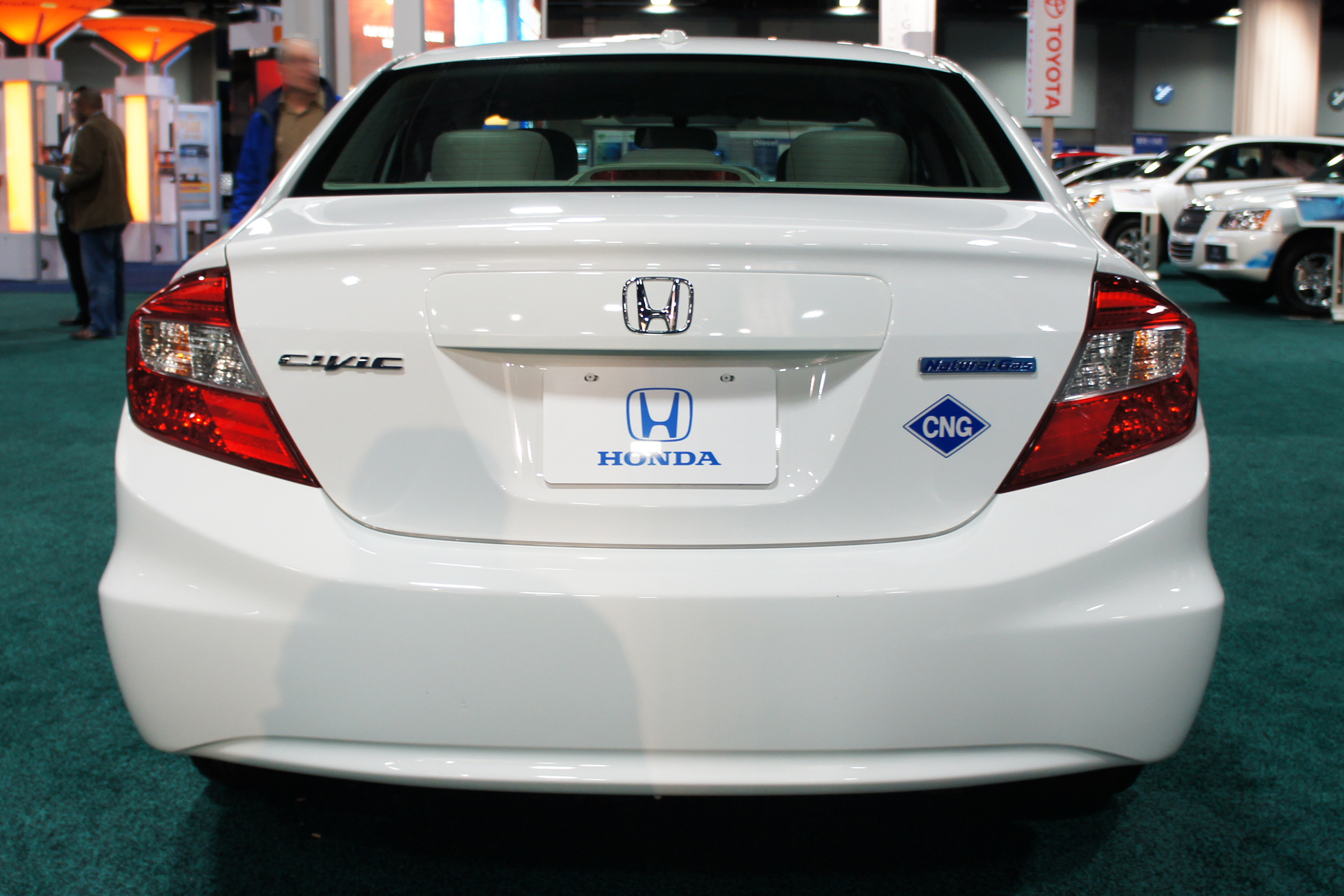
リア

## 生産終了
シビックGXは、名実共に2015年をもって生産終了している。このことについて2015年当時のホンダ副社長ジョン・メンデル氏は、「ホンダは長い間にわたってCNG車を宣伝し続けているが、顧客の需要は小規模に留まっている」と指摘し、「ガソリンとCNGとの価格差が縮まっているということは、消費者の需要がホンダの期待程発展しなかったことを意味する。そして、状況が変わる見込みはあまりない」とも述べている。

## 天然ガス充填プラント
家庭や事務所内での燃料の充填を可能にするため、ホンダは天然ガス充填装置メーカー「FuelMaker」と共同でPhill(フィル)を販売していた。フィルは世界初の家庭用天然ガス充填装置で、8時間あたり約160km分の天然ガスを充填できる。2005年にカリフォルニア州のディーラー17店舗で最初にリースが開始された。